# Dua Lipa
Dua Lipa (hrvatski izgovor Dua Lipa, London,  22. kolovoza 1995.) britanska je pjevačica i kantautorica albanskog porijekla. Nakon što je nekoliko godina radila kao model 2014. godine je potpisala ugovor s Warner Bros diskografskom kućom. Godine 2017. objavila je debitantni album "Dua Lipa” koji je dostigao treće mjesto na ljestvici u Ujedinjenom Kraljevstvu.

## Životopis
Rođena je u Londonu kao najstarije dijete Dukagjina i Anese Lipe, Albanaca s Kosova. Većina njene obitelji su muslimani. Njena baka, s majčine strane, bila je Bošnjakinja. Njeno porijeklo je također vezano za grad Peć. Ima sestru Rinu i brata Gjina. Otac Dukagjin Lipa marketinški je menadžer i vodeći vokal kosovskog rock sastava Oda, dok njezina majka Anesa Lipa (r. Rexha) radi u turizmu.
Lipa je odrasla u West Hampsteadu u Londonu. Pohađala je osnovnu školu  Fitzjohn. 2008. godine se sa svojom obitelji preselila u Prištinu i tada naučila albanski jezik.
Lipa se s 15 godina vratila u London. Završila je srednju školu Parliament Hill. Počela je postavljati svoje snimke pjevanja poznatih hitova Alicie Keys i Christine Aguilere na YouTube i SoundCloud. Kasnije je započela karijeru kao model.

## Karijera
2013. – 2017.: Početak karijere
Godine 2013. potpisala je ugovor s Tap menadžmentom, dok je još radila kao model.
Pjevala je u grupi ”Warner Music Group” prije nego što je postala samostalna pjevačica te je izbacila prvi singl “New Love”.Izdala je jedan album pod imenom “Dua Lipa”.Na njemu je izdano sedam pjesama uključujući  i dva koja su bili na “UK Top ten single”, a to su “IDGAF” i “Be the one”. Travnja 2018. singl “One Kiss” od Due Lipe i Calvina Harrisa postigao je veliki uspjeh. Imala je četiri turneje :”2016 UK Tour” ,”Hotter than Hell Tour”, “US and Europe Tour” i “The Self Titled Tour”.

## Diskografija
Studijski albumi
- Dua Lipa (2017.)
- Future Nostalgia (2020.)
- Radical Optimism (2024.)

## Vanjske poveznice
- Dua Lipa
- Instagram
- The Famous People